# Eli Pariser
Eli Pariser (Lincolnville, 17 de dezembro de 1980) é o co-fundador e chefe executivo da Upworthy, presidente da MoveOn.org, co-fundador da Avaaz.org e autor do best-seller The Filter Bubble. Ele é um ativista político e da internet, e seu último trabalho mostra como a informação é personalizada na Internet por filtragens de conteúdo.

## Biografia

### Família e Educação
Pariser nasceu em 17 de Dezembro de 1980 em Camden, Maine. Ele é casado com Gena Konstantinakos e filho de dois ativistas da paz da década de 60, Dora Lievow e Emanuel Pariser, que fundaram um colégio alternativo em sua cidade natal. Ele cresceu em Lincolnville, Maine, e em 2000 (com 19 anos), concluiu Bacharelado em Direito e Ciências Políticas na Simon's Rock College. Em 2005 fez o discurso de formatura nesta instituição e recebeu um honorário diploma de ensino médio da Camden-Rockport Hight School. Atualmente ele mora em Brooklyn, Nova York.

### Carreira
Depois de aceito pela Universidade de Chicago, Pariser brevemente considerou uma carreira em Direito, porém, ao invés disto, decidiu trabalhar com design de páginas web. Sua carreira como web designer foi encurtada pelos eventos de 11 de Setembro. Pouco tempo depois do atentado, Pariser criou uma petição online em seu website com o propósito de trazer uma abordagem não militar no combate ao terrorismo, e pediu ao presidente George W. Bush e a membros do Congresso para usar "moderação e contenção". Na época, ele estava trabalhando como assistente de programa para a organização sem fins lucrativos More Than Money. Poucas semanas depois, mais de 500 milhões de pessoas de 192 países já haviam adicionado seus nomes à petição e então inesperadamente ele se tornou um ativista online.
Com o sucesso do website, Pariser recebeu ligações de novas organizações interessadas em conhecê-lo, e assim, em Novembro de 2001, foi convidado por Wes Boyd e Joan Blades a participar da empresa Moveon.org e unir seu website e ideias com eles, tornando-se diretor de campanhas internacionais da empresa em seguida, com então 20 anos. Após sua chegada ao MoveOn, a empresa foi considerada pela New York Times Magazine como "talvez o movimento de protesto de crescimento mais acelerado na história americana". A quantidade de membros base do empreendimento triplicou, demonstrando pela primeira vez que um grande número de pequenas doações poderia ser estimulado pelo engajamento online. Eli desenvolveu muitas práticas que são atualmente usadas por padrão na área de organização online.
Na eleição de 2004, Pariser se tornou diretor executivo da MoveOn e co-criou a campanha de publicidade Bush in 30 Seconds, a primeira do tipo. Sobe sua liderança, a MoveOn.org Political Action cresceu para 5 milhões de membros e levantou mais de 120 milhões de dólares por milhões de pequenos doadores interessados em ajudar as campanhas de advocacia e candidaturas políticas da época, auxiliando os Democratas a recuperar a Câmara e o Senado em 2006. Pariser tratou a empresa tanto dentro como fora da Web e seus esforços serviram de base para a campanha movida pela internet de Barack Obama. A MoveOn foi uma das primeiras grandes organizações progressistas a apoiar Obama à presidência no primeiro turno. Em 2008, Eli passou o cargo de diretor executivo da MoveOn.org para Justin Ruben e se tornou presidente da empresa desde então.
Tempos depois, Pariser começou a se preocupar e estudar sobre a personalização de busca e lançou em 2011 o livro The Filter Bubble sobre o assunto.
Além de seu trabalho na MoveOn, Pariser foi co-fundador e presidente da Avaaz.org, membro da organização Campaign for America's Future, consultor da Res Publica e J Street. Em março de 2012, Eli co-fundou o Upworthy.com e um ano depois se juntou ao conselho de assessores para startups de tecnologia State.com.

## Projetos

### MoveOn.org
MoveOn é uma organização americana sem fins lucrativos, progressista, formada pelo grupo de defesa da ordem pública e pelo comitê de ação política, que levantou milhões de dólares para os candidatos identificados como "progressistas" nos Estados Unidos através de pequenas doações. Foi formada em 1998, em resposta ao impeachment do presidente Bill Clinton pela Câmara dos Representantes dos EUA. Atualmente, a empresa possui mais de 8 milhões de membros americanos e utiliza a inovação tecnológica como forma de promover mudanças sociais e campanhas de caráter progressista nos EUA.

### Avaaz.org
Avaaz é uma rede de ativistas para mobilização social global através da Internet. Foi fundada em 2006, conjuntamente com a Res Publica e MoveOn.org, unindo suas experiências no campo jurídico e de ativismo online. Sua principal missão é mobilizar pessoas de todos os países para construir uma ponte entre o mundo em que vivemos e o mundo que a maioria das pessoas quer. Hoje, a Avaaz está presente em 16 línguas, possui mais de 41 milhões de membros espalhados por 194 países e coordena mobilizações em todo o mundo, demonstrando que as ferramentas on-line permitem que muitas ações pequenas se somem para gerar um forte impacto.

### Upworthy
Upworthy é um website fundado em 2012 por Eli Pariser e Peter Koechley, com o objetivo de promover histórias de conteúdo viral por diferentes tipos de mídias (vídeos, imagens, gráficos, artigos, etc) com tendências progressistas sobre questões políticas e sociais. Sua missão é que estas histórias sejam compartilhadas através de diferentes redes sociais existentes, que hoje já alcançam 50 milhões de pessoas a cada mês. 

### The Filter Bubble: What the Internet Is Hiding from You
Publicado em 2011, este livro explica o mecanismo da personalização de busca utilizada por ferramentas modernas de pesquisa como Google, Facebook e Yahoo que filtram, através de um algoritmo, os resultados de busca de acordo com as informações do usuários, como sua localização e histórico de pesquisa e navegação, e este filtro se torna cada vez maior e impede os usuários de ver a Web sem discriminação, retornando apenas resultados que eles acham que os usuários querem ver. De acordo com Pariser, os usuários são menos expostos a pontos de vista conflitantes com os seus e são isolados intelectualmente em suas bolhas de informação e cultura. Este é o efeito do filtro bolha.

## Publicações relevantes
- Eli Pariser, The Filter Bubble: What the Internet Is Hiding from You, Penguin Books (Nova York, Maio de 2011) ISBN 978-1-59420-300-8

## Ligações Externas
- The Filter Bubble website oficial
- Senior Fellow, Roosevelt Institute
- MoveOn.org[ligação inativa]
- Eli Pariser no X
- TED
- C-SPAN
- Eli Pariser. no IMDb.
- WorldCat
- How the Internet is being filtered specifically for you[ligação inativa], Marketplace on American Public Media, May 12, 2011, interview
- Eli Pariser and the Filter Bubble, Ross Reynolds, KUOW-FM Seattle, May 24, 2011, interview
- Wes Boyd and Eli Pariser Biography, Encyclopedia of World Biography
- NNDB[ligação inativa]
- Upworthy[ligação inativa]